# Pouillé (Loir-et-Cher)
Pouillé település Franciaországban, Loir-et-Cher megyében. Lakosainak száma 786 fő (2022. január 1.). Pouillé Céré-la-Ronde, Angé, Mareuil-sur-Cher, Monthou-sur-Cher és Thésée községekkel határos.

## Népesség
A település népességének változása:
| Lakosok száma | 602  | 657  | 720  | 791  | 806  | 798  | 796  | 800  | 801  | 786  |
|               | 1968 | 1982 | 1990 | 2006 | 2013 | 2015 | 2017 | 2019 | 2020 | 2022 |